# برادون، قلمرو سرمایه ای استرالیا
برادون (به انگلیسی: Braddon) یک حومه شهر در استرالیا است که در قلمرو پایتختی استرالیا واقع شده‌است.